# Uhrengleichnis
Das Uhrengleichnis, das durch Gottfried Wilhelm Leibniz (1646–1716) und seine 1714 verfasste Monadologie berühmt wurde, ist nach heutiger Auffassung sinnbildlich für die Lehre des psychophysischen Parallelismus, d. h. für eine bestimmte Art des Zusammenwirkens von Körper und Seele (Leib-Seele-Problem). Leibniz nannte dies prästabilierte Harmonie.

## Sinnbild
Es werden zwei exakt gleichgehende Uhren für die körperlichen und seelischen Vorgänge veranschaulichend gegenübergestellt. Die exakte Übereinstimmung des Ablaufs beider Uhrwerke soll beide Begriffsinhalte (Körper und Seele) voneinander abgrenzen, sie aber auch miteinander vergleichbar machen. Körper als räumliche Struktur (res extensa) und Seele als vor allem geistiges Lebensprinzip (res cogitans) waren schon von Descartes (1596–1650) philosophisch unterschieden worden. Das Uhrengleichnis veranschaulicht den Zusammenhang zwischen Leib und Seele in einer mechanischen Metapher. Es handelt sich daher bei Descartes noch nicht um ein voll ausgeprägtes Maschinenparadigma, sondern nur um einen ersten Ansatz.

## Erstbeschreiber
Das Gleichnis wurde von Arnold Geulincx (1624–1699) aufgestellt. Damit wurde auch eine neue philosophische Lehre begründet, der Okkasionalismus. „Bei Gelegenheit“ (franz. occasion) des seelischen Vorganges trete das entsprechende leibliche Geschehen auf und umgekehrt bei leiblichen Vorgängen das seelische. Damit dies in der mechanischen Metapher gewährleistet sei, bedurfte es des Einschreitens Gottes (concursus dei). Dieses notwendige Einschreiten Gottes aus Verlegenheit der Uhrenkonstrukteure bzw. der Autoren des Gleichnisses benennt man auch nach der Bezeichnung aus der antiken Tragödie deus ex machina.

## Rezeption des Uhrengleichnisses
Gustav Theodor Fechner (1801–1887), der ebenfalls eine parallelistische Theorie zum Verhältnis des Psychischen und Physischen entwickelte, greift zur Erläuterung das Uhrengleichnis von Leibniz bzw. Geulincx auf und präzisiert es dahingehend, dass überhaupt nicht von zwei Uhren die Rede sein könne, sondern nur von einer einzigen, die aus zwei verschiedenen Perspektiven betrachtet wird: aus der äußeren Perspektive auf die Uhr und aus der inneren in die Uhr hinein. Das Psychische ist also das aus der Perspektive der ersten Person Gegebene, während das Physische das aus der dritten Person Gegebene umfasst. Damit ergibt sich die Parallelität wie schon in Leibniz’ System der präetablierten Harmonie durch das korrelierte Auftreten von zwei verschiedenen Perspektiven auf ein und dasselbe Ereignis.
Das Uhrengleichnis wurde weiter durch Carl Gustav Jung (1875–1961) aufgegriffen und behandelt. Damit weist Jung auf die Synchronizität hin. Jung führt aus, dass Leibniz mit diesem Gleichnis die akausale Beziehung der Monaden oder Entelechien unter sich ausdrücke.
Hannah Arendt (1906–1975) betrachtet das Uhrengleichnis als evidentes Paradigma für ein mechanistisches Weltbild. Die cartesianische Gegenüberstellung von res cogitans und res extensa und die dadurch zum Ausdruck gebrachte Subjekt-Objekt-Spaltung werde durch den Vitalismus des 19. Jahrhunderts wenigstens für eine Zeit überbrückt.